# 科伊罗斯
科伊罗斯（西班牙語：Coirós），是西班牙加利西亚自治区拉科鲁尼亚省的一个市镇。总面积34km², 总人口1801人（2017年），人口密度53人/km²。

## 图集

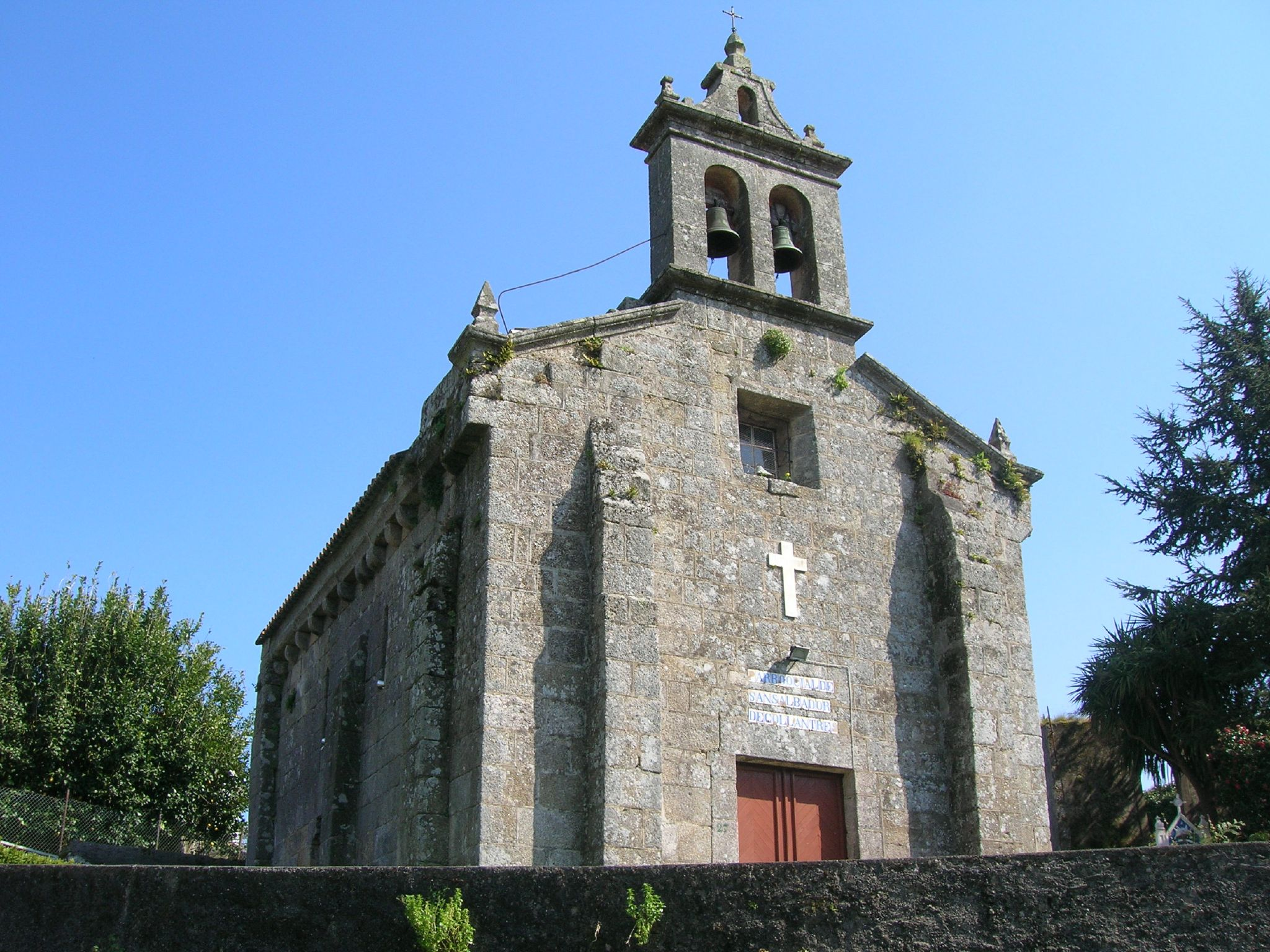
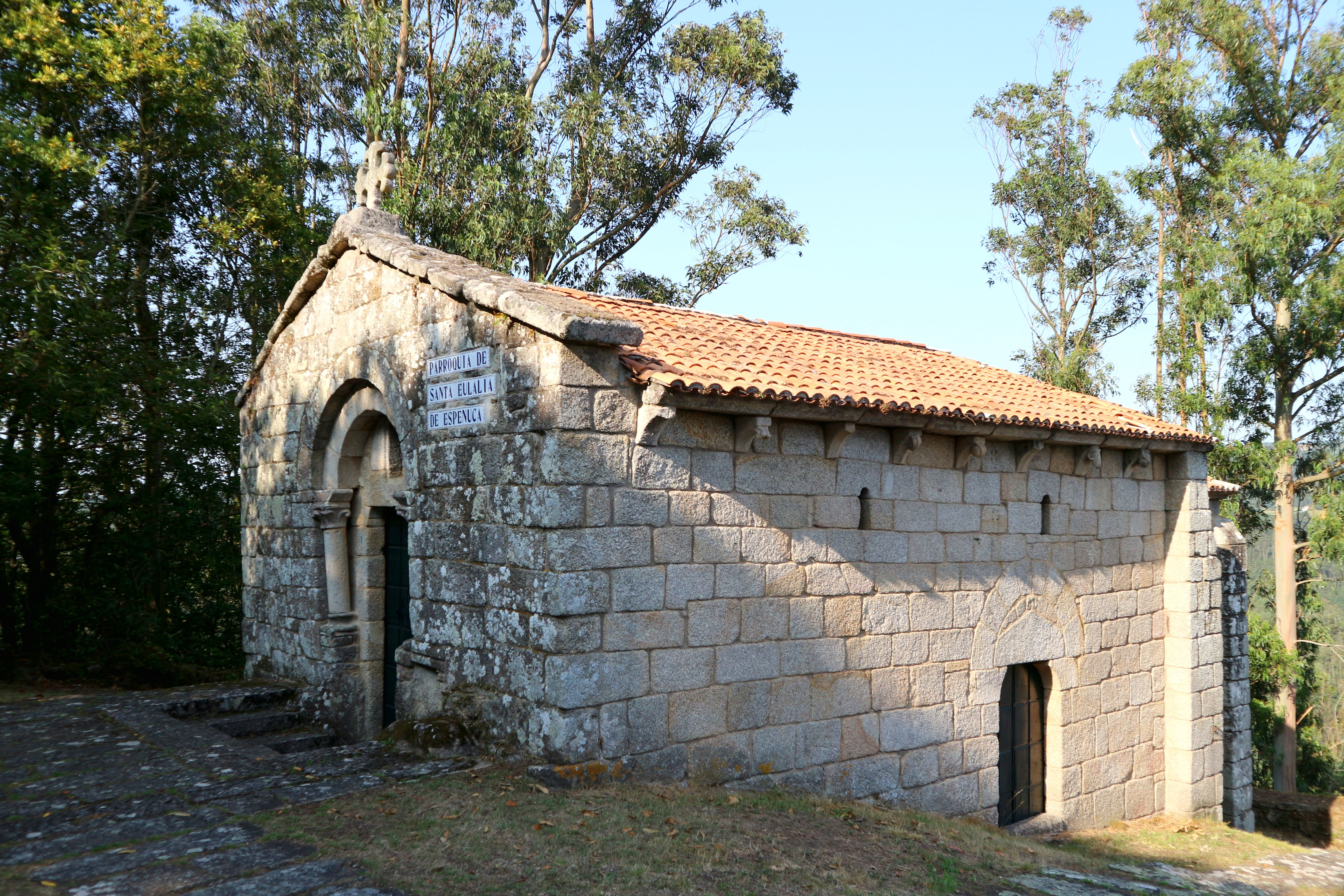
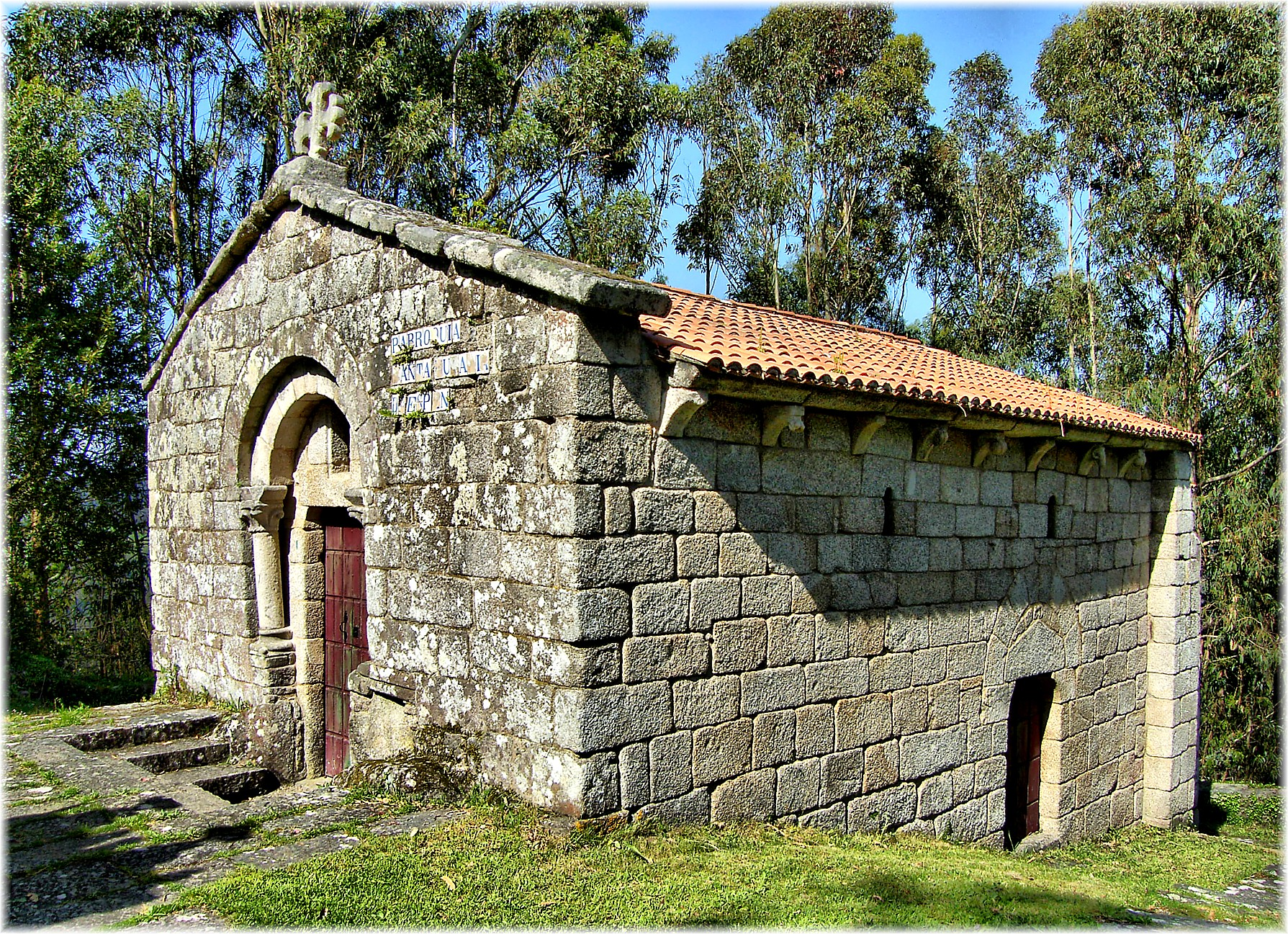

## 人口
| 科伊罗斯               |
|                        |
| 来源：西班牙国家统计局 |